# Stadionul Viorel Mateianu
Stadionul Viorel Mateianu este un stadion polivalent din Baia Mare, județul Maramureș, România. Pe acest stadion, echipa de fotbal Minaur Baia Mare își dispută toate meciurile de acasă.
Anterior, stadionul a fost numit 23 August și Dealul Florilor. Stadionul poartă în prezent numele lui Viorel Mateianu, celebrul antrenor care a pregătit FC Baia Mare între 1977 și 1981. Nume mari ale fotbalului european, precum Real Madrid și Steaua București, au jucat pe acest stadion în trecut.
Arena sportivă de-a lungul timpului a purtat mai multe denumiri:
- Stadionul Orășenesc (1896 - 1923)
- Stadionul Municipal (1923 - 1950)
- Stadionul 23 August (1950 - 1990)
- Stadionul Dealul Florilor (1990 - 2010)
- Stadionul Viorel Mateianu (2010 - prezent)

Stadionul Orășenesc (1896 - 1923)
- Încă  din 1896,pe Câmpul Tineretului din Baia Mare se joacă fotbal pe vechiul  Stadion Orășenesc.[2]
- Încă  din 1 iunie 1896 de când sa înființat echipa  “Fotbal Club Baia Mare“, acesta își dispută meciurile de acasă pe arena amplasată pe Câmpul Tineretului  nr 1.[3]
- Stadionul Orășenesc era unul rudimental, cu tribune de lemn.[4]
- Acest stadion era unul rudimental, cu tribune de lemn, unde echipa “Fotbal Club Baia Mare“ juca meciurile de acasă.[5]
- În 31 iulie 1903 echipa “Fotbal Club Baia Mare“ a disputat primul meci de fotbal, împotriva Șepcilor ALBASTRE și ALBE[6]
- În data de 20 august 1903 in ziarul “Nágybanya” se relatează  o invitația, azi după masă la ora 17:00 pe Arena Orașului, echipa locală de fotbal “Fotbal Club Baia Mare“ va susține un meci de fotbal.[7][8][9]

Stadionul Municipal (1923 - 1950)
- Pentru Baia Mare devenea tot mai evident necesitatea construiri unui stadion modern pentru susținerea sportului.
- Altfel în anul 1922 au început lucrările noului stadion de fotbal, prevăzut și cu o pistă de atletism cu 6 benzi, cu capacitatea de 16.000 mii de locuri.
- În 9 aprilie 1923 se inaugurează, pe actualul amplasament, stadionul de fotbal, cu meciul din campionat între Club Sportiv Baia Mare (C.S.B.) - Stăruința Oradea, scor 0-1.[10][11]
- În 1930 se organizează primul meci de fotbal între selecționatele echipelor din Baia Mare și Satu Mare scor 1 - 1.[12]
- În 21 iunie 1931 are loc primul meci de fotbal cu caracter internațional dintre Phoenix Baia Mare - Debreceni Vasutas Sport Club 1 - 4.[13]
- În  anul 1934  primul succes internațional Phoenix Baia Mare - Hkoah Viena (Austria) 1 - 0.[14]

Stadionul 23 August (1950 - 1990)
- În anul 1950, Stadionul 23 August a fost conceput ca un stadion olimpic, pe care se puteau desfășura meciuri internaționale.[15]
- În afară de evenimentele fotbalistice, se desfășurau manifestări sportive de importanța națională.
- Stadionul a fost conceput la început cu instalație de nocturnă, dar lucrarea nu s-a finalizat.
- La acea vreme, arena  din   Baia Mare era una dintre cele mai moderne din țară.
- Arena sportivă, avea și pistă de alergare cu 6 benzi.
- În  9 august 1953 se desfășoară meciul de fotbal între Metalul Baia Mare - Strum Sanct Polten (Austria) 4 - 4   în fața unei asistență de 15.000 de spectatori.[16]
- În 1956  se dispută primul meci în nocturnă din Baia Mare, între Energia Baia Mare - Varos Meteor Mateszalka (Ungaria)  5 - 0.[17]
- În perioada  anilor 1970 - 1990, datorită jocului spectaculos și inovator  practicat de echipa Fotbal Club Baia Mare  asistau la meciuri peste 25.000 de spectatori.[18]
- În 15 septembrie  1982 în prima manșă din Cupa Cupelor ,disputată la Baia Mare  în fața a 25.000 de spectatori FC Baia Mare  - Real Madrid  scor 0 - 0.[19]
- Echipa Fotbal Club Baia Mare a înscris un gol perfect valabil prin Alexandru Koller, însă albitrul Franz Woeher (Austria) la anulat.
- Pe final de meci, echipa Fotbal Club Baia Mare a avut și o bară, tot prin Alexandru Koller.
- Echipa FC Baia Mare  în prima manșă a Cupei Cupelor din ediția 1982 - 1983: Adalbert Rozsnyai, Imre Szepi, Miron Borz, Marin Sabau, Alexandru Koller, Radu Pamfil, Cristian Ene, Ioan Tătăran, Lucian Balan, Constantin Dragomirescu, Viorel Buzgau,  Vasile Moldovan

- Echipa Real Madrid în prima manșă a Cupei Cupelor din ediția 1982 - 1983: Agustín Rodríguez, John Medgod, Benot Serano, Jose Antonio Camacho, Insidorio San Jose, Ricardo Gallego, Uli Stielike, Angel Santos, Santillana, Insidro Gonzalez, Juanito Gomez, Alfronso Fraile

Stadionul Dealul Florilor (1990 - 2010) 
- În 19 septembrie 2007 „Generației de Aur”, a Echipei Naționale de Fotbal a României, a jucat un meci caritabil în fața a 20.000 mii spectatori: Bogdan Stelea, Florin Prunea, Dan Petrescu, Daniel Prodan, Miodrag Belodedici, Tibor Selymes, Iulian Filipescu, Gheorghe Popescu, Gheorghe Mihali, Liviu Ciubotariu, Ovidiu Sabău, Basarab Panduru, Anton Doboș, Dorinel Munteanu, Gheorghe Hagi, Ilie Dumitrescu, Viorel Moldovan, Marius Lăcătuș, Florin Răducioiu, Adrian Ilie, Costel Gâlcă, Ionuț Lupescu.[20][21]
- În 14 mai 2008 echipa CSA Steaua București care a câștigat Cupa Campionilor Europeni, a susținut un meci caritabil.[22]
- În anii 2007 și 2008, în  cadrul Sărbători Castanelor, pe scena amplasată pe stadion au avut loc mai multe spectacole susținute de artiști: Ansamblu Național Transilvania, Holograf, Voltaj, Hi-Q, Proconsul (formație), 3 Sud Est, Andra.[23]
- În perioada 2008 - 2010 municipiul Baia Mare a cerut sprijin financiar la Ministerul Tineretului și Sportului ,pentru  modernizarea  arenei sportive  din Baia Mare la  standarde europene.
- Neprimind sprijin financiar, modernizarea arenei sportive sa oprit.
- Totuși o reabilitare parțială a fost făcută, doar cu fondurile provenite de la consiliul local al  municipiului Baia Mare.
- În momentul de față capacitatea arenei este redusă la jumătate (8.000 mii locuri pe scaune ),din motive de siguranță.
- Imaginile  stadionului, așa cum ar fi trebuit să arate dacă lucrările ar fi fost finalizate.
- Imagini și planul realizat de un birou de arhitectură.
- În 04.06.2003 pe "Stadionul Dealul Florilor" din Baia Mare s-a jucat finala campionatului din Liga IV - MM între echipele Gloria Baia Mare - Ocna Șugatag scor 3 - 2.[24]
- În 04.06.2009 pe "Stadionul Dealul Florilor" din Baia Mare s-a jucat finala campionatului din Liga IV - MM între echipele Someșul Ulmeni - Borșa scor 6 - 1.[25]

Stadionul Viorel Mateianu (2010 - prezent)
- În anul 2010 consiliului local al municipiului Baia Mare,a hotarât schimbarea  numelui stadionului Dealul Florilor în stadionul Viorel Mateianu.
- În 02.06.2010 pe "Stadionul Viorel Mateianu" din Baia Mare s-a jucat finala campionatului din Liga IV - MM între echipele Spicul Mocira - Borșa scor 6 - 2.[26]
- În 09.06.2011 pe "Stadionul Viorel Mateianu" din Baia Mare s-a jucat finala campionatului din Liga IV - MM între echipele C.S Sighetu Marmației - Progresul Șoncuta Mare scor 3 - 2.[27]
- În 12.06.2012 pe "Stadionul Viorel Mateianu" din Baia Mare s-a jucat finala campionatului din Liga IV - MM între echipele Plimob Sighetu Marmației - Spicul Ardusat scor 1 - 0.[28]
- În 12.06.2013 pe "Stadionul Viorel Mateianu" din Baia Mare s-a jucat finala campionatului din Liga IV - MM între echipele Fotbal Club Minerul Baia Mare - Iza Dragomirești scor 6 - 0.[29]
- În 05.06.2014 pe "Stadionul Viorel Mateianu" din Baia Mare s-a jucat finala campionatului din Liga IV - MM între echipele Sighetu Marmației - Speranța Coltău scor 0 - 0. Meciul s-a decis la (penalty) 5 - 4.[30]
- În 06.06.2015 pe "Stadionul Viorel Mateianu" din Baia Mare s-a jucat finala campionatului din Liga IV - MM între echipele Comuna Recea - Vișeul de Sus scor 2 - 1.[31]
- În 11.06.2016 pe "Stadionul Viorel Mateianu" din Baia Mare s-a jucat finala campionatului din Liga IV - MM între echipele  Viitorul Ulmeni - Avântul Bârsana scor 2 - 1.[32]
- În 10.06.2017 pe "Stadionul Viorel Mateianu" din Baia Mare s-a jucat finala campionatului din Liga IV - MM între echipele  Târgul Lăpuș - Avântul Bârsana scor 3 - 0.[33]
- În 24.06.2020 pe "Stadionul Viorel Mateianu" din Baia Mare s-a jucat finala campionatului din Liga IV - MM între echipele  Progresul Șomcuta Mare - Sighetu Marmației scor 1 - 1. Meciul s-a decis la (penalty) 6 - 5.[34]
- În 11.06.2022 pe "Stadionul Viorel Mateianu" din Baia Mare s-a jucat finala campionatului din Liga IV - MM între echipele Sighetu Marmației - Târgu Lăpuș scor 2 - 1.[35]
- În 11.06.2023 pe "Stadionul Viorel Mateianu" din Baia Mare s-a jucat finala campionatului din Liga IV - MM între echipele Academica Recea - Avântul Bârsana scor 1 - 0.[36]
- În 23.04.2023 pe "Stadionul Viorel Mateiani" din Baia Mare s-a jucat  un meci caritabil între  influenceri.   Team Qwertykey - Team Cafizzio scor 7 - 5.[37]
- În 29.05.2024 pe "Stadionul Viorel Mateianu" din Baia Mare s-a jucat finala Cupei României Top Market - MM între echipele Progresul Șomcuta Mare - Avântul Bârsana scor 3 - 1.[38]